# 黑條頰麗魚
黑條頰麗魚為輻鰭魚綱鱸形目隆頭魚亞目慈鯛科的其中一種，分布於非洲馬拉威湖流域，棲息深度10-40公尺，體長可達28公分，棲息在沙底質水域，成群活動，生活習性不明，可作為觀賞魚。

## 擴展閱讀
維基物種上的相關：黑條頰麗魚